# تریپسین
تریپسین (Trypsin)، آنزیمی است پروتئینی که از سلولهای لوزالمعده به صورت پرو آنزیم و غیرفعال ترشح می‌شود و به هضم پروتئین‌ها کمک می‌کند.

## اثرات گوارشی
این آنزیم یک اندوپپتیداز است لذا پروتئینها را از وسط به پلی پپتیدها تجزیه می‌کند. تریپسین یک سرین پروتئاز است. تریپسین به ویژه پیوندهای لیزین و آرژنین را می‌شکند. این آنزیم از پانکراس به‌خصوص بر اثر تحریک کوله سیستوکینین به دئودنوم ترشح می‌شود.

## تریپسینوژن
چون تریپسین در فرم فعال می‌تواند سلولهای لوزالمعده را نیز تخریب کند در داخل این سلولها به شکل غیرفعال تریپسینوژن نگهداری می‌شود. هنگام ترشح به داخل روده به صورت پرو آنزیم ترشح و در دئودنوم توسط آنترو کیناز فعال می‌شود. تریپسین علاوه بر هضم پپتیدها سایر پرو آنزیم های لوزالمعده را نیز فعال می‌کند.
در صورت عدم ترشح آنترو کیناز جذب پروتئین دچار اختلال می‌شود.